# Psychotria torrenticola
Espèce
Psychotria torrenticola O.Lachenaud & Séné est une espèce de plantes du genre Psychotria. C’est une plante endémique du Cameroun qui se distingue par son habitat rhéophyte, ses feuilles particulièrement lancéolées, et ses grandes fleurs pour le genre. Il est différent de Psychotria psychotrioides (DC.) Roberty par la taille des fleurs, les noyaux lisses et les inflorescences à fleurs nettement moins nombreuses. Elle est uniquement connue dans la vallée du Ntem aux environs de Nyabessan. Etant donné que la construction d'un barrage est prévue dans cette région, Psychotria torrenticola est considéré comme en danger critique d'extinction selon les critères de l'UICN. 